# Адронный газ
Адронный газ (англ. Hadron Андрон «элементарная частица» и Gas «газ, молекулы которого движутся свободно и заполняют весь свободный объём»).
Адронный газ представляет собой газ бесцветный и нейтральный (с точки зрения цветового взаимодействия) мезонов и барионов.
В основном адронный газ состоит из мезонов. Адронный газ характеризуется небольшими или малыми значениями плотности барионов и температурами до ~150 МэВ.
В природе фазовый переход КГП (Кварк-глюонная плазма) — адронный газ имел место на ранней стадии расширения Вселенной спустя 10−5 секунд после Большого Взрыва, когда температура вещества во Вселенной уменьшилась до 1012 K
В основном выделяется при взаимодействии кварков и глюонов — кварк-глюонной плазмы.
С ростом температуры или барионной плотности расстояния между адронами становятся соизмеримыми с радиусом конфайнмента Rc, кварки из одного адрона начинают взаимодействовать цветовыми силами с кварками соседних адронов и граница между адронами исчезает.
В настоящее время адронный газ продолжает изучаться в лаборатории ЦЕРН Швейцарии в экспериментах на Большом адронном коллайдере.